# 23409 Derzhavin
23409 Derzhavin eller 1978 QF1 är en asteroid i huvudbältet som upptäcktes den 31 augusti 1978 av den rysk-sovjetiske astronomen Nikolaj Tjernych vid Krims astrofysiska observatorium på Krim. Den har fått sitt namn efter Gavrila Derzjavin.